# الین‌ویلر
الین‌ویلر (به فرانسوی: Allenwiller) یک کمون در فرانسه است که در Canton of Marmoutier واقع شده‌است.

## خصوصیات
الین‌ویلر ۵٫۹۶ کیلومترمربع مساحت و ۵۰۷ نفر جمعیت دارد.